# Большое Поле (Ленинградская область)
Большое Поле ( с 1948 — Тервайоки, фин. Tervajoki) — посёлок  в Селезнёвском сельском поселении Выборгского района Ленинградской области.

## Название
Топоним Тервайоки в переводе с финского означает «Смоляная река».
Согласно постановлению общего собрания колхозников-переселенцев колхоза «Авангард» зимой 1948 года деревне Тервайоки было выбрано новое название — Большое Поле. Переименование было закреплено указом Президиума ВС РСФСР от 1 октября 1948 года.

## История
Деревня была основана в XVII веке.

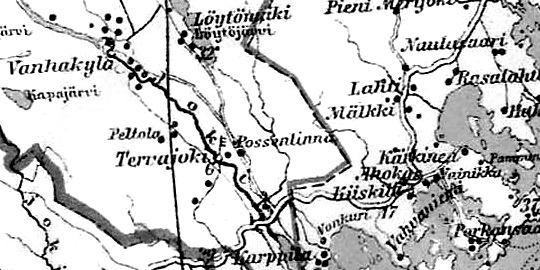
Деревня Тервайоки на финской карте 1923 года

В 1928 году население деревни составляло 510 человек.
До 1939 года деревня Тервайоки входила в состав волости Вахвиала Выборгской губернии Финляндской республики.
С 1 января 1940 года по 31 октября 1944 года — в составе Карело-Финской ССР.
С 1 августа 1941 года по 31 июля 1944 года — финская оккупация. 
С 1 ноября 1944 года в составе Тервайокского сельсовета Выборгского района.
С 1 октября 1948 года в составе Большепольского сельсовета.
С 1 января 1949 года учитывается административными данными как деревня Большое Поле.
Согласно данным 1966 и 1973 годов посёлок Большое Поле являлся административным центром Большепольского сельсовета.
Согласно данным 1990 года посёлок Большое Поле являлся административным центром Большепольского сельсовета, в котором проживал 1201 человек. В самом посёлке Большое Поле насчитывалось 403 жителя.
В 1997 году в посёлке Большое Поле Большепольской волости проживали 405 человек, в 2002 году — 376 человек (русские — 91 %). Посёлок являлся административным центром волости.
В 2007 году в посёлке Большое Поле Селезнёвского СП проживали 430 человек, в 2010 году — 549 человек.

## География
Посёлок находится в западной части района на автодороге А181 (часть E 18) «Скандинавия» (Санкт-Петербург — Выборг — граница с Финляндией).
Расстояние до административного центра поселения — 12 км. Расстояние до районного центра — 20 км.
Расстояние до ближайшей железнодорожной станции Пригородная — 12 км.
Посёлок находится на берегу Выборгского залива. Через посёлок протекает река Полевая.

## Фото

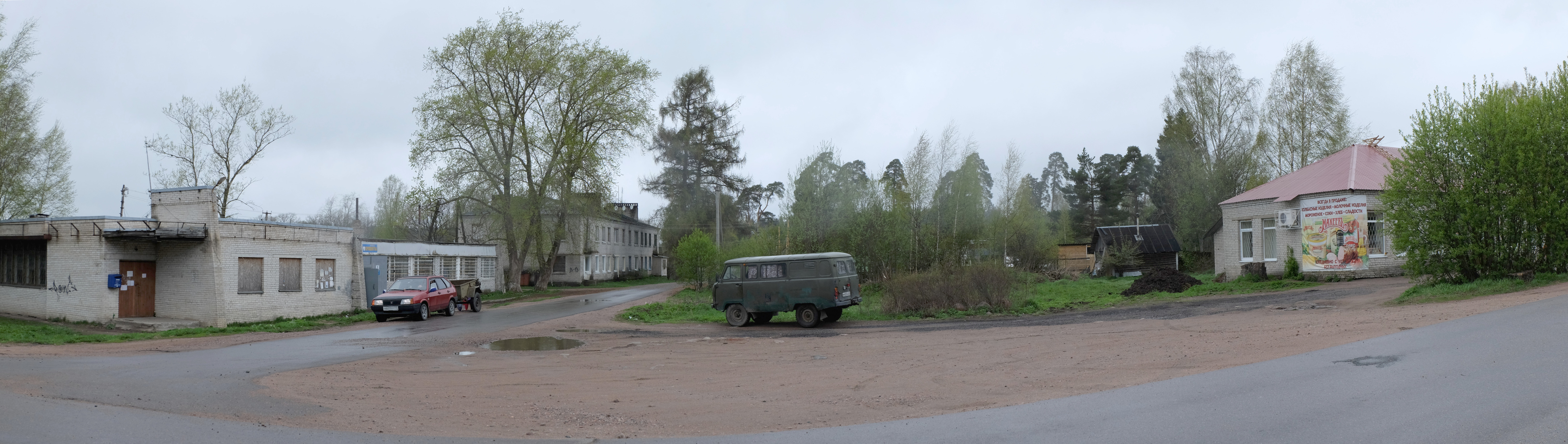
Панорама посёлка Большое Поле. 2015 год

## Улицы
Берёзовая, В. Терешковой, Дружная, Ершихин проезд, Ершовая, Западная, Заречная, Карьерная, Красноармейская, Красноармейский проезд, Культурная, Лесная, Медовая, Мира, Набережная, Полевая, Полянка, Речная, Римского-Корсакова, Смоляная, Солнечная, Соловьиная, Цветочная.

## Садоводства
Авангард.